# 鹿賀ミツル
鹿賀 ミツル（かが みつる、6月21日 - ）は、日本の漫画家・漫画原作者。女性。奈良県橿原市出身。成安造形大学イラストレーションクラス卒。
現在代表作は『週刊少年サンデー』にて連載されていた「ギャンブルッ!」。

## 経歴
- 2000年、サンデーまんがカレッジ佳作受賞。
- 2001年、「兄来たる」（少年サンデー超）でデビュー。
- 2007年より「ギャンブルッ!」（週刊少年サンデー）を連載開始（当初は短期集中連載の予定だったが人気により本格連載化）。

## 人物
『ギャンブルッ!』の連載中に実家のある奈良県から京都府に仕事場を引っ越した。京都は昔から好きな場所でいつか住みたいと決めていた。京都への引っ越しが決まった当日の2時間前、48時間寝ずに仕事をしていたために「死ぬかと思った」と表現している。『ギャンブルッ!』の単行本1・2巻同時発売が決まった際、担当編集者から依頼された単行本カバー表紙を何度か描き直さされた。
『ギャンブルッ!』4巻の発売時、「肉を三口食べると気持ち悪くなり、食べられなくなった」という。『ギャンブルッ!』5巻発売の当時、コンタクトレンズをつけたまま寝ていた。
私生活では、「極上の温泉と美味しいごちそう」を嗜むのが至福の時であると語る。

## 作品リスト

### 連載
- ギャンブルッ!（週刊少年サンデー2007年4・5合併号 - 2009年16号、全11巻）
- GAMBLER! -勝負師-（近代麻雀オリジナル2010年6月号 - 既刊2巻）
- 超人類6（全5巻）
- 超人類6 Re-Animator（全5巻）

原作・構成
- おすもじっ!◆司の一貫◆（週刊少年サンデー2011年17号 - 2013年16号、クラブサンデー2013年4月5日 - 7月5日、全10巻）作画：加藤広史

### 読切

#### 鹿賀満 名義
- 兄来たる（週刊少年サンデー超2001年9月25日号）
- 目利き少年 つばめ奇談（週刊少年サンデー超2002年5月25日号）
- モモチの拳（週刊少年サンデー超2003年2月25日号）
- 忍剣! 幻武丸（週刊少年サンデー超2003年4月25日号）
- KARTAの燕（週刊少年サンデー超2004年11月25日号）

## アシスタント
- たかはし慶行[7]
- 田村淳[7]
- ツチダケホンケ[7]